# Immunitat parlamentària
Es denomina Immunitat parlamentària, en Dret, als privilegis o normes especials que apliquen a una o diverses persones en l'àmbit del dret penal pel fet de pertànyer a un parlament democràtic, com a representants de la sobirania popular. Aquestes persones, mentre es troben en el seu càrrec, tenen privilegis propis, com la inviolabilitat o la submissió a tribunals específics.

## Origen
Els furs o immunitat parlamentària té el seu origen en la separació de poders i la recerca de la independència del poder legislatiu respecte de l'executiu, sobretot en el cas de les monarquies parlamentàries.
En un començament, no deixava d'ésser habitual que quan un parlamentari s'oposava als desigs del rei, aquest cerqués excuses per, utilitzant el poder executiu, acusar-lo d'algun delicte i busqués apartar-lo de la vida pública. Com a forma d'evitar aquestes ingerències, es van establir mesures que impedien que pogués ser encausat cap parlamentari si prèviament el propi Parlament no donava el seu vistiplau i que, en el cas de ser encausat, estigués sotmès a algun ordre jurisdiccional específic -normalment el Tribunal de major jerarquia-.
En el sistema de Westminster, un mecanisme equivalent es denomina «privilegi parlamentari». La majoria dels procediments del sistema de Westminster troben el seu origen en les convencions, pràctiques i precedents del Parlament del Regne Unit.

## Immunitat parlamentària europea
El Protocol de Brussel·les del 8 d'abril de 1965 va concedir als eurodiputats les mateixes immunitats i privilegis que gaudeixen els membres del Parlament del seu país.

## Regulacions nacionals

### Espanya
A Espanya el Rei i la Reina en funcions -i també el monarca anterior i la seva esposa, després de la seva abdicació-, la seva família directa i els Diputats i Senadors, ja siguin del Parlament nacional o d'algun dels Parlaments autonòmics, gaudeixen de dret propi segons la Constitució. Aquest fur propi pren forma en les següents prerrogatives parlamentàries: 
- Inviolabilitat: El parlamentari no podrà ser perseguit judicialment per les opinions o vots emesos a l'exercici del seu càrrec (article 71.1 de la Constitució Espanyola de 1978).
- Immunitat: Els Diputats i Senadors només podran ser detinguts en cas de flagrant delicte, i cal sol·licitar l'autorització del Parlament per poder ser inculpats o processats (article 71.2 de la Constitució Espanyola de 1978). Aquesta autorització la sol·licita el Tribunal Suprem a la Càmera corresponent, a través del suplicatori.[3]
- Jurisdicció específica: Els parlamentaris només poden ser jutjats en el Tribunal Suprem.[4]

### França
Els membres del Parlament de França gaudeixen d'irresponsabilitat pel que van fer com a parlamentaris i una parcial inviolabilitat - és a dir, tenen restriccions severes perquè la policia o la justícia puguin arrestar-los o detenir-los. Tant la irresponsabilitat com la inviolabilitat estan lesgislats per l'article 26 de la Constitució de França.
- Irresponsabilitat: els membres del Parlament no podran ser cercats, perseguits, jutjats o empresonats per les accions que s'han realitzat dins de les seves funcions com a parlamentaris. En particular, els parlamentaris són immunes a enjudiciament per difamació comesa a l'exercici de les seves funcions. Això inclou discursos i votacions a les sessions públiques de les assemblees, propostes de llei, esmenes, així com als informes i d'altres actuacions encarregades per les instàncies parlamentàries.
- Inviolabilitat: Mentre que els membres del Parlament no són des del punt de vista penal responsables de les seves accions com a parlamentaris, però, tanmateix, són responsables de les seves accions com a ciutadans particulars. N'hi ha, fortes limitacions pel que fa al seu processament. Els parlamentaris poden ser arrestats o privats de la seva llibertat en cas de flagrant delicte greu. Les sol·licituds per a l'arrest o la detenció d'un parlamentari són emeses pel fiscal general de la competència del Tribunal d'Apel·lació, enviada al Ministre de Justícia, que els transmet a l'assemblea corresponent.

## Immunitat religiosa
En virtut de l'article 8 dels Pactes del Laterà entre Itàlia i la Santa Seu del 1929, la persona del Pontífex a Itàlia es considera sagrada i inviolable. Es tracta d'una immunitat absoluta, reconeixent el Papa com a cap de l'Església Catòlica.